# Geometria finita
Uma geometria finita é qualquer sistema geométrico que possui apenas um número finito de pontos. A geometria euclidiana familiar não é finita, porque uma linha euclidiana contém infinitos pontos. Uma geometria baseada nos gráficos exibidos na tela do computador, onde os pixels são considerados pontos, seria uma geometria finita. Embora existam muitos sistemas que poderiam ser chamados de geometrias finitas, é dada atenção principalmente aos espaços projetivos e afins finitos devido à sua regularidade e simplicidade. Outros tipos significativos de geometria finita são Möbius finito ou planos inversos e planos de Laguerre, que são exemplos de um tipo geral chamado de planos Benz e seus análogos de alta dimensão, como geometrias inversas finitas mais altas.
Geometrias finitas podem ser construídas via álgebra linear, começando em espaços vetoriais sobre um campo finito; os planos afins e projetivos assim construídos são chamados de geometrias de Galois. Geometrias finitas também podem ser definidas puramente axiomaticamente. As geometrias finitas mais comuns são as geometrias de Galois, já que qualquer espaço projetivo finito de dimensão três ou maior é isomórfico a um espaço projetivo sobre um campo finito (ou seja, a projeção de um espaço vetorial sobre um campo finito). Entretanto, a dimensão dois possui planos afins e projetivos que não são isomórficos às geometrias de Galois, a saber, os planos não-dessarguesianos. Resultados semelhantes são válidos para outros tipos de geometrias finitas.
Finite geometry